# Lunga (Incoronate)
Lunga, La Longa o Longa (in croato: Lunga) è un isolotto disabitato della Croazia che fa parte delle isole Incoronate; si trova a sud dell'isola Incoronata. Amministrativamente appartiene al comune di Morter-Incoronate, nella regione di Sebenico e Tenin.

## Geografia
L'isola ha una forma irregolare, è lunga circa 1,5 km per 650 m di larghezza); l'altezza massima è di 80 m. La superficie è di 0,609 km² e lo sviluppo costiero di 4,38 km. Ha una baia che si apre a sud (uvala Donja) nella parte orientale. Dista circa 2 km dall'isola Incoronata. Assieme alle isolette Gomigna, Zaccan, Zaccan Petroso e Zaccanar Piccolo racchiude il tratto di mare denominato Porto Zaccan (Luka Žacan).

### Isole adiacenti
- Gomigna (Gominjak), a sud-ovest dell'isola Lunga.
- Zaccan (Ravni Žacan), isolotto a est dell'isola Lunga, tra questa e l'isolotto del Monte.
- Zaccan Petroso (Kameni Žacan),  a sud-est dell'isola Lunga.
- Vodegna (Vodenjak), a ovest.
- Isolotti Prisgnago (Prišnjak Veli e Prišnjak Mali), a nord-ovest dell'isola Lunga.

### Cartografia
- (HR) Mappa topografica della Croazia 1:25000, su preglednik.arkod.hr. URL consultato il 27 febbraio 2017.
- G. Giani, Carta prospettiva delle Comuni censuarie della Dalmazia, fogli 2 e 5, 1839. Fondo Miscellanea cartografica catastale, Archivio di Stato di Trieste.
- Carta di cabottaggio del mare Adriatico, foglio VII, Milano, Istituto geografico militare, 1822-1824. URL consultato il 17 febbraio 2017 (archiviato dall'url originale il 13 aprile 2013).